# 銀行仕置人
『銀行仕置人』（ぎんこうしおきにん）は、池井戸潤の経済小説。連作短編集。『小説推理』（双葉社）2004年2月号から2004年9月号にかけて連載され、2005年2月16日に同社より単行本が刊行された。2008年1月10日に双葉文庫版が刊行された
5百億円の不良債権の責任を負わされエリートコースから外された関東シティ銀行の黒部一石が、自分を罠に嵌めた一派の陰謀に立ち向かう復讐劇を描いた銀行ミステリー。
2015年に日本テレビ系水曜ドラマ『花咲舞が黙ってない』（第2シリーズ）で収録作がテレビドラマ化された。

## あらすじ
第一話 人事罠
関東シティ銀行 本店営業第三部次長の黒部一石は第三部長の佐伯英治に東京デジタル投資への5百億円の融資を押し切られるが、親会社・東京デジタル通信が3百億円を出資する横浜ワイヤレスが自己破産したため与信判断の過失の咎で人事部付の辞令が下される。企画部次長・西川研から、東京デジタル通信社長・阿木武光が横浜ワイヤレスの破綻を知りながら5百億円の融資を申し込んだ噂を教えられた黒部は、懇意にする当行の常務・立花鉄夫と結託し負債を付け回ししたのかと阿木に詰め寄り警備員に制止される。騒動から黒部は反省文を書くよう座敷牢と呼ばれる三畳の個室に収容されるが、人事部長の英悦夫から立花の特別背任を暴くよう命じられる。
第二話 金庫番
英は黒部を呼び出し極秘裏に取り寄せた立花の銀行取引状況の資料を見せる。世田谷在住の立花がわざわざ腹心の一人である中北友康が支店長を務める五反田支店で貸金庫を借りていることに阿木との癒着を示す証拠が隠されているとにらんだ英は、黒部を五反田支店に派遣し貸金庫の中味を探らせる。
第三話 スクープ
黒部はソフト開発会社・デジタルフィッシュの調査のため、取引のある渋谷支店への臨店を英に申し出る。渋谷支店への臨店で、黒部は立花派の支店長・橋爪藤一や融資課の北原有理たちから非協力的な態度を取られるが、融資カウンターで顧客からの怒声を浴びる課員・大下卓を目撃する。
第四話 擬態
英は秘書室のミスで立花が青山支店の支店長・鷲尾に山本金融研究所という経営コンサルタントを紹介している情報を掴む。常務が紹介するには規模が小さな中小企業であることを不自然に感じた英は、人事部に招聘した有理をサポートにつけ黒部を青山支店に臨店させる。
第五話 誤算
デジタルフィッシュとの取引終了を理由に難波支店から融資を打ち切られたと新田エレクトロン社長の新田安弘から英にクレームが届く。黒部は有理と難波支店に臨店するとともに新田に謝罪に向かい、デジタルフィッシュに関する業界内のある噂を耳にする。
第六話 狩猟金融
株式会社カトウの社長・加藤浩樹は会社を倒産させ10億円の負債を抱え闇金からの取り立てに怯えるが、NPO「金融110番」の相談員・諸井和博の交渉で不動産の抵当を解除するなどして土地建物を売却する準備を整え、債権整理が進められる。デジタルフィッシュの噂を追う黒部は、カトウの本社屋を購入予定の運送業者・鹿島友之から意外な仲介業者の名前を聞く。
第七話 御破算
東京デジタル通信の最上階で阿木は大物総会屋・佐久間東吾を接待し、山本昌己が関与するデジタルフィッシュの一件で事態の収拾を依頼する。そんな中、関東シティ銀行新横浜支店の応接室では、加藤と鹿島との間で諸井がお膳立てした不動産売買の取引が行われようとしていた。
最終話 断罪
総務部調査役の真鍋道太に呼び出された黒部は、与信判断のミス以外に東京デジタル投資へ5百億円の融資を進めた理由があるのではないかと尋問され、英から人事について内示を出さなければならないと告げられる。黒部は出向が近いことを覚悟するが、「経済展望」の副編集長・南条郁也からデジタルフィッシュの元社長・大沢牧夫が新宿のホテルから飛び降り亡くなったと連絡を受ける。

## 登場人物

### 関東シティ銀行
日本のメガバンクの一角。旧財閥系。

#### 主人公とその周辺人物
黒部 一石（くろべ かずし）
主人公。本店営業第三部次長。東京デジタル投資に対する与信判断に過失があったと査問員会で結論付けられ、人事部付の辞令が発令される。
しかし英から阿木と結託した立花の特別背任の証拠を掴むよう命令され、自分を罠に嵌めた阿木と立花の陰謀に立ち向かう。
英 悦夫（はなぶさ えつお）
人事部長。大学時代アメフトで鍛えた屈強な体躯。型にコンクリートを流し込んだような真四角の顔。
阿木が業績の悪化する横浜ワイヤレスの損失を銀行に付け回し、立花がそれを知りながら融資するよう佐伯に稟議を出させた特別背任を暴くよう黒部に命じる。
北原 有理（きたはら ゆり）
渋谷支店融資課。デジタルフィッシュ担当。酒豪。
英の差配で人事部へ異動し、黒部の臨店をサポートする。
名和 弘（なわ ひろし）
人事部 人事グループ調査役。人事部付となった黒部に座敷牢と呼ばれる3畳の個室で不毛な名簿整理をさせる。

#### 立花派
立花 鉄夫（たちばな てつお）
本店営業部（東京デジタル通信担当）→取締役企画部長→常務。
同じ大学の後輩である阿木と結託し、横浜ワイヤレスの破綻を知りながら東京デジタル投資への5百億円の融資を押し進める。
佐伯 英治（さえき えいじ）
営業第三部長→企画部長。立花派の旗振り役。

#### 五反田支店
中北 友康（なかきた ともやす）
支店長。44歳。立花の同窓で後輩。柏田薬品を「負け組」と判断し、1億円の融資回収を命じる。
吉村 通（よしむら とおる）
副支店長。中北の意向から柏田薬品に融資の1億円を返済するよう交渉する。
小村 次郎（こむら じろう）
融資課。入行3年目の若手行員。臨店でやって来た黒部に担当する柏田薬品からの融資回収を止められないか相談する。
宇佐見 啓介（うさみ けいすけ）
融資課の中堅行員。タカモト薬品担当。

#### 渋谷支店
橋爪 藤一（はしづめ とういち）
支店長。元業務統括部。立花派閥の武闘派と呼ばれる男。ノルマ未達の行員を叱責し暴力をふるう。
大下 卓（おおした すぐる）
融資課。番組制作会社・創像担当。投資信託の推進リーダー。

#### 青山支店
鷲尾（わしお）
支店長。45歳。立花が企画部時代の部下。本部畑の長いエリート行員。
川嶋 直也（かわしま なおや）
融資課。入行2年目の新人行員。山本金融研究所担当。

#### 難波支店
大坪 治喜（おおつぼ はるき）
融資課長。大口のデジタルフィッシュとの取引終了を理由に新田エレクトロンへ融資打ち切りを告げる。
佐野 幌（さの あきら）
支店長。関西の有力企業の次男坊で「やんちゃな支店長」と目される剛腕。

#### 新横浜支店
狭山 範彦（さやま のりひこ）
融資課長。カトウ担当。
浜野（はまの）
支店長。前支店長時代の債権で自身に責任がないことから、諸井の交渉するカトウの債権放棄に応じる。

#### 本店
西川 研（にしかわ けん）
企画部次長。黒部の同窓同期。行内きっての情報通。
柿沼 真治（かきぬま しんじ）
融資第一部次長。黒部が営業部時代の先輩で気心が知れた相手。
塔野 恭介（とうの きょうすけ）
本店営業第三部実務担当調査役。
桜田 義人（さくらだ よしと）
融資部調査役。山本金融研究所の審査担当。
戸倉 孝夫（とくら たかお）
融資部次長。
真鍋 道太（まなべ どうた）
総務部総務グループ調査役。
斉藤（さいとう）
人事部 部長代理。総務部が口を滑らせた内部告発を耳にする。

### 東京デジタル通信
IT景気で躍進したがその後の不景気で失速した通信関連企業。
阿木 武光（あぎ たけみつ）
財務部長→常務（最年少役員）→社長。48歳。長身で鋭いイメージ。
自身が数百億円の出資を推し進めた横浜ワイヤレスの破綻を知り、責任問題とならぬよう関東シティ銀行の立花常務と結託し、損失の付け回しを図る。
林本 祥二（はやしもと しょうじ）
財務部長。

### 東京デジタル投資
東京デジタル通信の投資部門から独立した子会社。関東シティ銀行から5百億円の融資を受ける。
川中 正臣（かわなか まさおみ）
財務部長。

### 横浜ワイヤレス
東京デジタル通信から3百億円の巨額出資を受けた国内ベンチャー。自己破産申請する。
大沢 牧夫（おおさわ まきお）
専務。58歳。東京デジタル通信元取締役。色白で小太り。阿木に財務情報を秘密裏に流す。
横浜ワイヤレス倒産後は阿木の意向でデジタルフィッシュの社長に就任し、下請け企業の再編成を行う。
神林 啓介（かんばやし けいすけ）
創業社長。悪質な損失隠蔽を行う。

### 東京デジタルファイナンス
東京デジタル通信系列のノンバンク。
桑原 和生（くわはら かずお）
融資担当部長。財務部時代の阿木の部下。

### 山本金融研究所
乃木坂にある経営コンサルタント。実態はシステム金融業者で業績不振企業の整理回収で法外な金を稼ぐ。
山本 昌己（やまもと まさみ）
所長。30代後半。裏金融のブローカー。

### その他
柏田 尚人（かしわだ なおと）
柏田薬品の二代目社長。45歳。企画力で町の小さな薬局を7店舗のチェーン「くすりのカシワダ」に育てあげるが、五反田支店から1億円の融資回収を迫られる。
高本 宏昌（たかもと ひろまさ）
タカモト薬品社長。44歳。資金力を背景に「くすりのカシワダ」の近隣に競合店を出店し、赤字覚悟の安売りで既存客を取り込む戦略を取る。
諸角（もろずみ）
番組制作会社・創像の社長。渋谷支店の大沢から元本保証と聞かされ購入した3千万円の投資信託が元本割すると、元本保証とは言っていないと言い張られる。
重森 道生（しげもり みちお）
成城警察署防犯課の刑事。巡査部長。黒部を襲撃した二人組の暴漢の行方を捜査する。
新田 安弘（にった やすひろ）
新田エレクトロン社長。50がらみの白髪まじりの紳士。難波支店からの融資打ち切りで窮地に陥るが、白水銀行の融資を取り付け危機を回避する。
南条 郁也（なんじょう いくや）
経済誌「経済展望」の副編集長。東京デジタルファイナンスから裏金融の山本金融研究所への融資案件を黒部からリークされ取材し、関東シティ銀行から東京デジタルファイナンスへの融資を一時的に凍結させる。
加藤 浩樹（かとう ひろき）
株式会社カトウ二代目社長。取引先の不渡りで会社の運転資金に窮し、トイチの闇金業者ワイズ・ファイナンスから利息込みで650万円の手形を作成し資金を振り込んでもらうが、会社を倒産させ10億円の負債をかかえる。
諸井 和博（もろい かずひろ）
多重債務者を救済するNPO「金融110番」の相談員。不動産担保を外させ土地建物を売却することでカトウへの10億円の債権を放棄してもらうよう債権者に交渉する。
中平 誠（なかひら まこと）
金型メーカー・中平技研の社長。カトウの債権者。カトウが取引先のビット製作所から売掛金の代わりに回収したデジタルフィッシュの未公開株を譲渡され、カトウの土地の抵当を解除する。
鹿島 友之（かしま ともゆき）
相模原の運送業者。配送センターにするためカトウの本社屋を手数料1億円と合わせて2億5千万円で購入する予定。
佐久間 東吾（さくま とうご）
大物総会屋。阿木が総務部長時代に総会屋対策で利用したのを切っ掛けに互いの利害関係を一致させる。

## 書籍情報
- 池井戸潤『銀行仕置人』
  - 単行本：双葉社、2005年2月16日、ISBN 978-4-57-523516-6[2]
  - 文庫本：双葉文庫、2008年1月10日、ISBN 978-4-57-551179-6[3]

| タイトル | 初出                    |
| -------- | ----------------------- |
| 人事罠   | 『小説推理』2004年2月号 |
| 金庫番   | 『小説推理』2004年3月号 |
| スクープ | 『小説推理』2004年4月号 |
| 擬態     | 『小説推理』2004年5月号 |
| 誤算     | 『小説推理』2004年6月号 |
| 狩猟金融 | 『小説推理』2004年7月号 |
| 御破算   | 『小説推理』2004年8月号 |
| 断罪     | 『小説推理』2004年9月号 |

## テレビドラマ
2015年7月期に、日本テレビ系「水曜ドラマ」枠で放送された『花咲舞が黙ってない』（はなさきまいがだまってない）の第2シリーズの原作として「スクープ」が第1話で、「金庫番」が第2話でドラマ化された。